# Sergio Fabián González
Sergio Fabián González (Lamarque, Argentina; 5 de abril de 1995) es un futbolista argentino. Juega como delantero y su equipo actual es Técnico Universitario de la Serie A de Ecuador.

## Trayectoria
Hizo su debut profesional el 23 de febrero de 2015 frente a Belgrano de Córdoba.

## Clubes
Actualizado al último partido disputado el 25 de mayo de 2025.
| Club                    | País          | Año           | Partidos | Goles |
| ----------------------- | ------------- | ------------- | -------- | ----- |
| Lanús                   | Argentina     | 2015-2016     | 34       | 6     |
| Defensa y Justicia      | Argentina     | 2016-2017     | 3        | 0     |
| San Martín de Tucumán   | Argentina     | 2017-2018     | 24       | 4     |
| Brown de Puerto Madryn  | Argentina     | 2019          | 11       | 3     |
| Independiente Rivadavia | Argentina     | 2019-2020     | 21       | 2     |
| Brown de Puerto Madryn  | Argentina     | 2021-2022     | 48       | 5     |
| Mushuc Runa             | Ecuador       | 2023-2024     | 43       | 8     |
| Técnico Universitario   | Ecuador       | 2024-act.     | 32       | 8     |
| Total carrera           | Total carrera | Total carrera | 216      | 36    |

## Palmarés

### Campeonatos nacionales
| Título                         | Club  | Año  |
| ------------------------------ | ----- | ---- |
| Campeonato de Primera División | Lanús | 2016 |
| Copa del Bicentenario          | Lanús | 2016 |

### Otros logros
| Torneo                        | Club                  | Año  |
| ----------------------------- | --------------------- | ---- |
| Liguilla Pre-Sudamericana     | Lanús                 | 2015 |
| Primera B Nacional (Reducido) | San Martín de Tucumán | 2018 |